# Allmänna folkkongressen (Sierra Leone)
Allmänna folkkongressen (All People's Congress, APC) är det största politiska partiet i Sierra Leone. Det har traditionellt haft sin väljarbas bland temne- och limba-folken i landets norra provins.
APC grundades 1960 av fackföreningsledaren Siaka Stevens. Det styrde landet 1968 till 1992, från 1978 som det enda tillåtna partiet.
APC-presidenten Joseph Saidu Momoh störtades i en militärkupp 1992 och under det inbördeskrig som följde försvagades partiet allvarligt.
I parlamentsvalen den 14 maj 2002, vann APC 19,8 % av rösterna och 22 av 112 mandat. 
Men i valet 2007 återerövrade partiet makten.